# لانتانا منقطة
لانتانا منقطة (الاسم العلمي: Lantana punctulata) هي نوع نباتي يتبع جنس اللانتانا من فصيلة اللويزية.